# Felicia Farr
Felicia Farr (* 4. Oktober 1932 in Westchester County, New York als Olive Dines) ist eine US-amerikanische Filmschauspielerin.

## Leben
Farr spielte ab Mitte der 1950er-Jahre größere Rollen in einer Reihe von Western, darunter die weibliche Hauptfigur in Der letzte Wagen (1956) neben Richard Widmark und ein markanter Auftritt als verführerische Bardame in Zähl bis drei und bete (1957) an der Seite von Glenn Ford. Ihre wahrscheinlich bekannteste Rolle außerhalb des Westerngenres spielte sie als Zelda Spooner in der Billy-Wilder-Komödie Küss mich, Dummkopf aus dem Jahr 1964. Außerdem spielte Farr als Gaststar in vielen Fernsehserien mit; in Deutschland bekannt wurden darunter beispielsweise Alfred Hitchcock Presents, Bonanza und Ihr Auftritt, Al Mundy. Ab den 1970er-Jahren stand Farr nur noch gelegentlich vor der Kamera.
Felicia Farr heiratete während der Dreharbeiten zu Das Mädchen Irma la Douce 1962 in Paris den Schauspieler Jack Lemmon. Wie für Lemmon war es auch für sie die zweite Ehe, die bis zu Lemmons Tod im Jahr 2001 hielt. Die gemeinsame Tochter Courtney wurde 1966 geboren. Aus erster Ehe mit dem Schauspieler Lee Farr hat Felicia Farr eine weitere Tochter namens Denise; diese war mit dem Schauspieler Don Gordon verheiratet.

## Filmografie (Auswahl)
- 1954: The Lone Wolf (Fernsehserie, Folge 1x29)
- 1955: Blutgeld (Big House)
- 1956: Auf den Schienen zur Hölle (Time Table)
- 1956: Der Mann ohne Furcht (Jubal)
- 1956: Der Held von Texas (The First Texan)
- 1956: Der letzte Wagen (The Last Wagon)
- 1956: Präriebanditen (Reprisal!)
- 1957: Zähl bis drei und bete (3:10 to Yuma)
- 1958: Der Zwiebelkopf (Onionhead)
- 1960: Abenteuer im wilden Westen (Zane Grey Theater, Fernsehserie, Folge 4x16)
- 1960: Die Unerbittlichen (Hell Bent for Leather)
- 1960: Gnadenlose Stadt (Naked City, Fernsehserie, Folge 2x03)
- 1962: Preston & Preston (The Defenders, Fernsehserie, Folge 2x08)
- 1963: Bonanza (Fernsehserie, Folge 4x20 Meine liebe Mary)
- 1964: Alfred Hitchcock zeigt (The Alfred Hitchcock Hour, Fernsehserie, Folge 2x15)
- 1964: Amos Burke (Burke’s Law, Fernsehserie, Folge 1x23)
- 1964: Küss mich, Dummkopf (Kiss Me, Stupid)
- 1965: Memorandum for a Spy (Fernsehfilm)
- 1966: Mitternacht – Canale Grande (The Venetian Affair)
- 1967: Wettlauf mit dem Tod (Run for Your Life, Fernsehserie, Folge 3x15)
- 1970: Ihr Auftritt, Al Mundy (It Takes a Thief, Fernsehserie, Folge 3x16)
- 1971: Opa kann’s nicht lassen (Kotch)
- 1973: Der große Coup (Charley Varrick)
- 1975: Harry O (Fernsehserie, Folge 2x11)
- 1986: That’s Life! So ist das Leben (That’s Life!)
- 1992: The Player
- 2014: Loser’s Crown